# James Harrison
James Harrison (født 4. maj 1978) er en professionel amerikansk fodbold-spiller fra USA, der spiller for New England Patriots. Han spiller positionen outside-linebacker. Harrison skrev kontrakt med Pittsburgh Steelers i 2002, efter de havde taget ham ind som undrafted free agent. Han er blevet valgt til Pro Bowl fem gange, og har i sin tid i Pittsburgh Steelers vundet to Super Bowl ringe (Super Bowl XL og Super Bowl XLIII). Harrison spillede i Pittsburgh fra 2002-2012, hvorefter han skrev kontrakt med Cincinnati Bengals. Han nåede at spille 10 kampe for Bengals i sæsonen 2013. Kort efter 2013 sæsonens slutning meddelte han, at han ville trække sig tilbage fra NFL. Han kom dog tilbage til ligaen, og spillede for Steelers, med hvem han skrev en 1-årig kontrakt, da Steelers var hårdt ramt af skader på linebacker-positionen.  